# Masamune Date
Masamune Date (伊達 政宗, Date Masamune; 5. září 1567 – 27. června 1636) byl mocný japonský daimjó z regionu Tóhoku. Tento výborný taktik byl nazývaný „dokuganrjú“ (独眼竜, jednooký drak) kvůli svému jedinému oku (druhé ztratil jako dítě, když onemocněl neštovicemi).
K jeho nejvýznamnějším činům patřilo vyslání poselstva k papeži do Říma v čele se svým vazalem Cunenagou Hasekurou.

## Pozadí

Znak klanu Date.

Date Masamune byl nejstarší syn Terumunea Date, který se narodil na hradě Jonezawa (v současné prefektuře Jamagata). Ve 14 letech v roce 1581 Masamune vedl své první vojenské tažení, kterým pomáhal svému otci v boji proti rodu Sóma. Roku 1584, ve věku 18 let, se Masamune stal následníkem svého otce Terumunea, který se rozhodl rezignovat na pozici daimjóa.
Zakladatelem klanu Date v raném období Kamakura byl Isa Tomomune, který pocházel z okresu Isa v provincii Hitači (v současnosti prefektura Ibaraki). Rodina přijala jméno okresu Date (v současnosti prefektura Fukušima) z provincie Mucu, který byl přidělen Tomomunemu Minamotem no Joritomem, prvním kamakurským šógunem, za jeho pomoc ve válce Genpei (1180-85). Armáda Masamuneho Date je známá podle svého černého brnění a zlaté helmy.

## Historická osoba

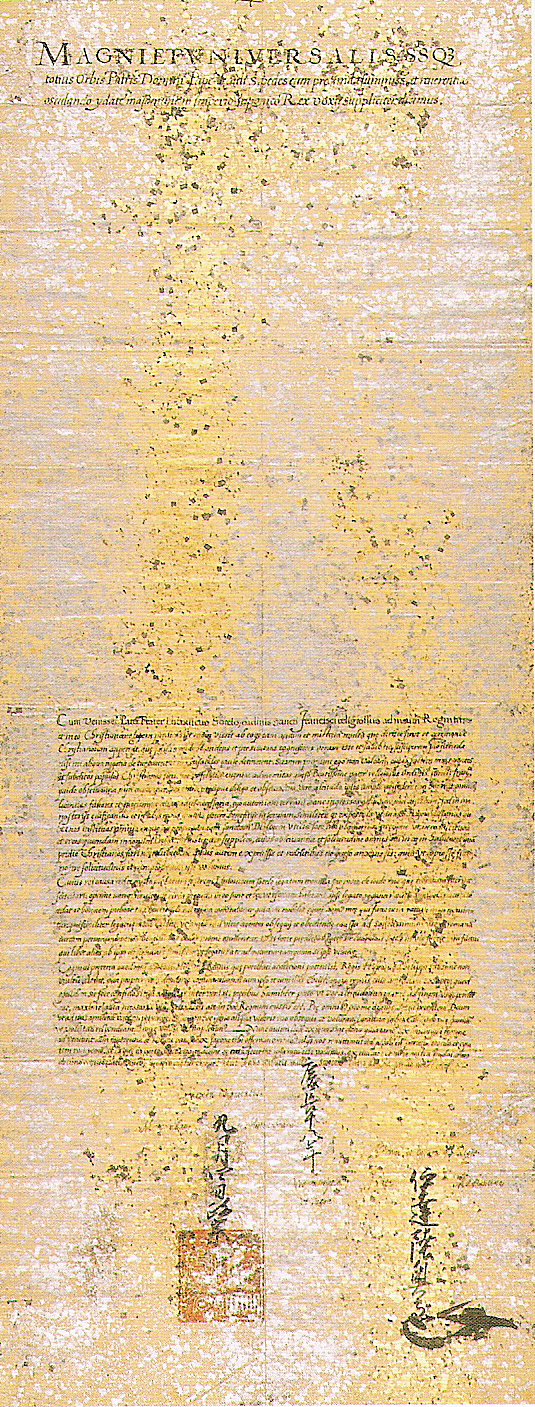
Dopis Masamuneho papeži Pavlu V.

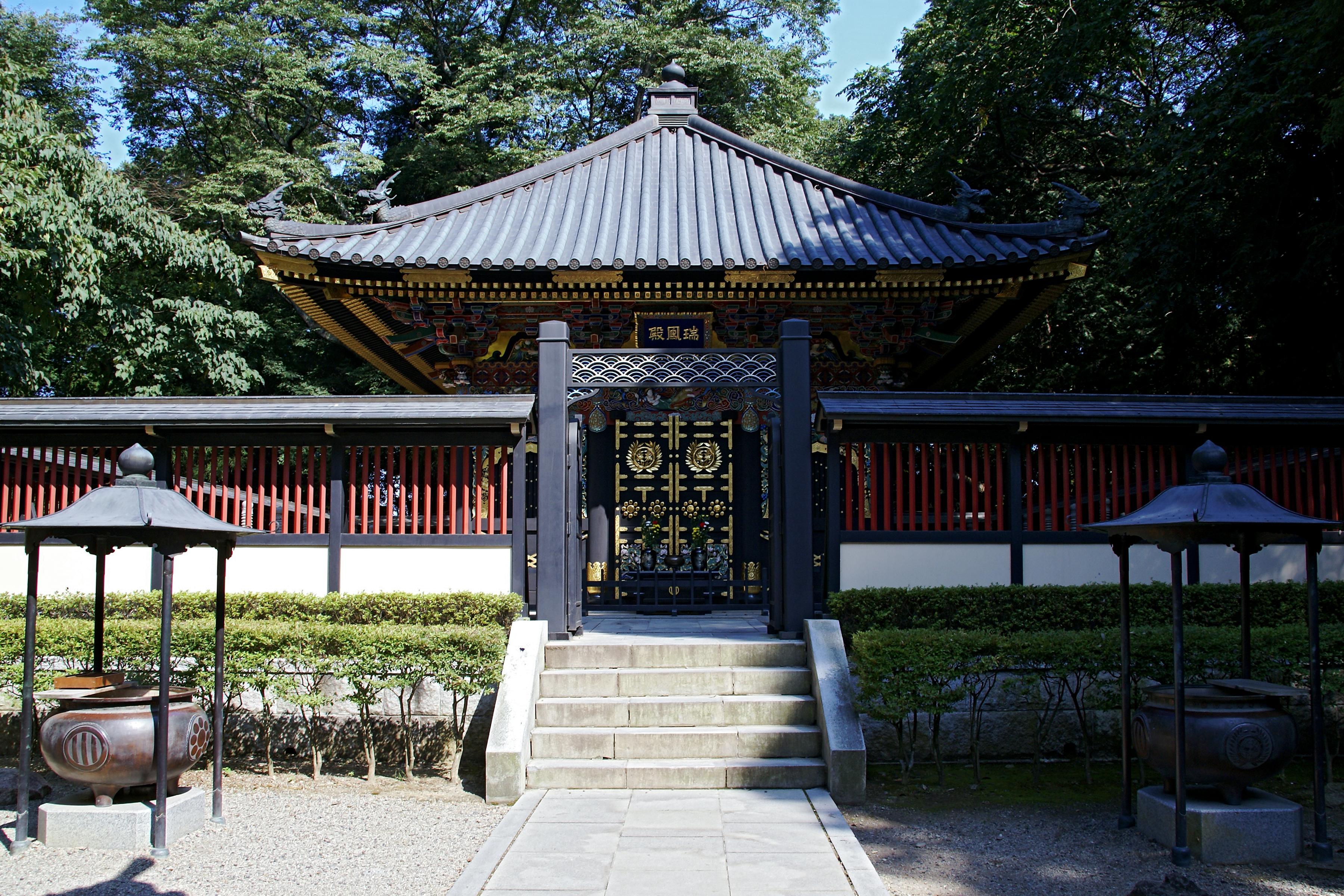
Hrob Masamunea v mauzoleu Zuihó-den.

Masamune je známý pro několik věci, které ho odlišovaly od ostatních daimjóů těch dob. Zejména jeho slavná helma ozdobená půlměsícem mu zajistila jeho hrůzostrašnou pověst. Už jako dítě ho neštovice připravily o zrak v pravém oku, ačkoli není zcela jasné, jak přišel o toto oko úplně. Některé zdroje uvádějí, že oko odstranil sám, když starší člen klanu poukázal, že nepřítel by ho mohl chytit v boji. Jiní říkají, že mu ho měl důvěrný vazal Kojúró Katakura vypíchnout místo něho. Pro toto chybějící oko ho jeho vlastní matka nepovažovala za vhodného dědice klanu a začala upřednostňovat na toto místo jeho mladšího bratra.
Klan Date vytvořil aliance se sousedními klany prostřednictvím sňatků v předchozích generacích. Nicméně i tak měli hodně sporů mezi sebou během 15. a 16. století.
Krátce po nástupu Masamunea přeběhl Dateho vazal Sadacuna Óuči ke klanu Ašina z regionu Aizu. Masamune vyhlásil za tuto zradu klanu Ašina válku, ale jeho armáda byla zastavena ašinským generálem Morikunim Iwaširem, který přinutil Masamuneho ukončit tažení. Masamune následně převzal kontrolu nad hradem Obama.
Vzestupem Masamuneho byly jeho předchozí příbuzenské vztahy postaveny stranou, když začal napadat a podmaňovat si všechny okolní země i ty, které patřily jeho příbuzným v provinciích Mucu a Dewa. Šokován jeho nemilosrdností sousední rod Hatakejama v zoufalství požádal Terumunea Date, aby udržel na uzdě synova vojenská tažení. Při večeři, na kterou byl pozván rodem Hatakejama, Terumune řekl, že není schopen řídit svého syna. V neslýchaném aktu zoufalství rod Terumuneho unesl a pokusil se s ním vrátit zpět na své území. Masamune, který byl na lovu, se dozvěděl o únosu. Když on a jeho muži obklíčili únosce při překračování řeky, Terumune nařídil mužům svého syna zabít nepřátele i za cenu vlastního života. Masamuneho muži udělali jak řekl a zabili každého včetně Terumunea. Masamune pokračoval ve válce, mučeni a zabíjeni rodin únosců jeho otce.
Poté, co porazil klan Ašina v roce 1589, udčinil z Aizu základnu pro své operace.
Mezitím se jeho vztah s jeho matkou, Jošihime dále zhoršoval. Jošihime trvala na tom, aby Masamune rezignoval na nástupnictví ve prospěch jejího druhého syna, Kodžira. Podle některých historiků se ho pokusila otrávit, když mu servírovala večeři. Masamune následně svého bratra zabil, aby se nedostal k moci. Po této tragédii utekla jeho matka do bratrova domu, ke klanu Mogami.
V roce 1590 Hidejoši Tojotomi dobyl hrad Odawara a přiměl daimjóy regionu Tóhoku zúčastnit se tohoto tažení. Masamune nejprve odmítl Hidejošiho požadavky, ačkoli neměl v tomto případě jinou reálnou možnost než přijmout požadavek, protože Hidejoši byl de facto vládcem Japonska. Masamune to neustále oddaloval, čímž si nahněval Hidejošiho. Očekávaje, že bude popraven si Masamune oblékl své nejlepší šaty a beze strachu předstoupil před tvář rozhněvaného vládce. Hidejoši nechtěl další obtíže, ušetřil jeho život a řekl "Mohl by být nějak použitelný".
Po čase za služby pro Hidejošiho dostal hrad Iwatesawa a okolní země jako své domovské léno. Masamune se tam přesunul v roce 1591, přestavěl hrad, přejmenoval ho na Iwadejama a podporoval růst města v jeho podhradí. Masamune zůstal na hradě Iwadejama 13 let a změnil region na hlavní politické a ekonomické centrum. On a jeho muži se vyznamenali v službě pro Hidejošiho v Imdžinské válce a po Hidejošiho smrti začal podporovat Iejasua Tokugawu - pravděpodobně na základě rady Kodžúró Katakury.
Iejasu Tokugawa mu udělil velké a výnosné panství Sendai, které udělalo z Masamuneho jednoho z nejmocnějších daimjóů v Japonsku. Tokugawa slíbil Masamunemu oblast s výnosem jeden milion koku, ale i přes vykonaná podstatná vylepšení produkovala oblast pouze 640 000 koku, z čehož větší část byla použita na zásobování regionu Edo. V roce 1604 se Masamune, doprovázený 52 000 vazaly a jejich rodinami přestěhoval do tehdy malé rybářské vesničky Sendai. Svého čtvrtého syna, Munejasu Date, nechal vládnout v Iwadejamě. Masamune změnil Sendai na velké prosperující město.
Přestože Masamune byl patronem umění a sympatizoval s cizinou, byl také agresivním a ambiciózním daimjóem. Když převzal klan Date, utrpěl několik velkých porážek od mocných a vlivných klanů jako byl Ašina, tyto porážky však byly pravděpodobně způsobené nedbalostí ze strany Masamuneho.
Jako největší síla v severním Japonsku, bylo na Masamuneho pohlíženo přirozeně s podezřením jako na každého potenciálního soupeře. Hidejoši Tojotomi snížil velikost jeho léna za jeho nedochvilnost při obléhání Odawary v boji proti Udžimasovi Hódžó. Později Iejasu Tokugawa opět zvětšil jeho léno, ale Masamune byl stále podezírán i kvůli své politice. Obzvláště byl podezříván kvůli cizím misionářům, kteří byli vnímáni jako ohrožení moci. Toto bylo důvodem, proč nařídil popravu Padre Sotela po jeho cestě kolem světa.
Přestože Iejasu Tokugawa a jiní spojenci byli vždy vůči němu podezřívaví, Masamune Date po většinu času sloužil Tokugawovi a Tojotomimu loajálně. Zúčastnil se Hidejošiho tažení v Koreji a Osackého tažení. Když Iejasu Tokugawa byl na smrtelné posteli, Masamune ho navštívil a četl mu části ze Zen poezie. Masamune byl vysoce respektován pro svou etiku; dosud citovaným aforismem je, "Čestnost vedená nadměrně ztvrdne do tuhosti; laskavost rozdávaná nad míru se ponoří do slabosti."

## Patron kultury a křesťanství
Masamune rozvíjel obchod v jinak vzdáleném a zapadlém regionu Tóhoku. Přestože na začátku potýkal s útoky nepřátelských klanů, podařilo se mu jej po několika porážkách podrobit, převzít jej a nakonec vládl jednomu z největších lén raného období Edo. Postavil mnoho paláců a pracoval na mnoha projektech na zkrášlení regionu. Je také známý podporou cizinců navštěvujících jeho léna. Je nepravděpodobné, že sám Masamune tajně konvertoval na křesťanství. I když financoval a podporoval navázání vztahů s papežem v Římě, byl spíše motivován, alespoň částečně, touhou po zahraničních technologiích, podobně jako jiní pánové, například Nobunaga Oda. Jakmile Iejasu Tokugawa zakázal křesťanství, Masamune obrátil svůj přístup, a byť nerad, nechal Iejasua pronásledovat křesťany ve své oblasti. Po 270 let zůstalo Tóhoku místem turistiky, obchodu a prosperity. Například Macušimu, řadu malých ostrovů, chválí za jejich krásu a klid putující básník haiku Bašó Macuo.
Ukázal sympatie ke křesťanských misionářům a obchodníkům v Japonsku. Kromě toho jim umožnil přijít a kázat ve své provincii, také byl propuštěn vězeň a misionář Padre Sotelo. Masamune Date povolil Sotelovi, jakož i dalším misionářům, praktikovat své náboženství ve svém regionu a získávat konvertity v Tóhoku.

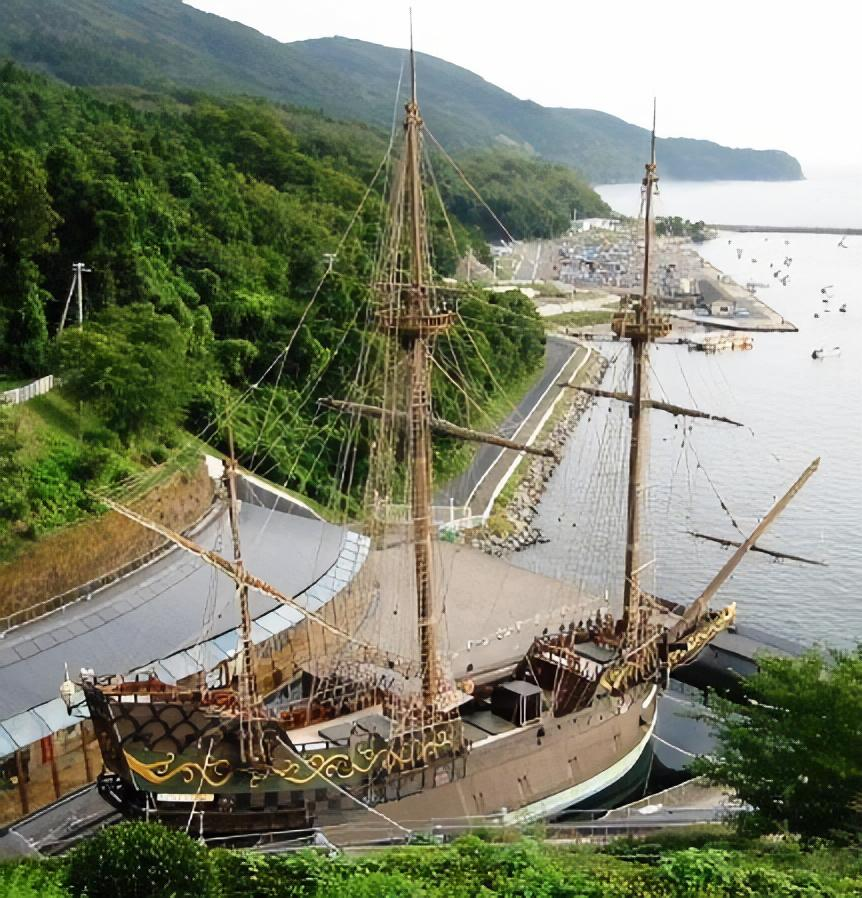
Replika galéry Date Maru (San Juan Bautista) v Išinomaki

Největším úspěchem Masamuneho bylo iniciování a podpora jedné z mála japonských diplomatických cest a objevování dalekých zemí v tomto období. Nařídil stavbu průzkumné lodě Date Maru či San Juan Bautista s využitím cizích (evropských) technik stavby lodí. Poslal jednoho ze svých vazalů, Cunenagu Hasekuru a Sotela na úspěšnou diplomatickou cestu s cílem navázat vztahy s papežem v Římě. Tato expedice navštívila taková místa jako Filipíny, Mexiko, Španělsko, Řím a zároveň provedla první japonskou cestu kolem světa. Předtím japonští pánové nikdy nefinancovali takovýto typ podniků a tak toto byla pravděpodobně první úspěšná plavba. Nejméně pět členů expedice zůstalo v Coria del Río (Sevilla) ve Španělsku, aby se zabránilo pronásledování křesťanů v Japonsku. 600 jejich potomků s příjmením Japón dodnes žije ve Španělsku.
Když Tokugawská vláda zakázala křesťanství, Masamune musel dodržovat zákony. Avšak některé zdroje udávají, že Masamuneho nejstarší dcera, Iroha, byla křesťanka.

## Rodina
- Otec
  - Terumune Date
- Matka
  - Jošihime, dcera Jošimoriho Magamiho daimjó v provincii Dewa
- Manželka
  - Megohime, dcera Kijoaki Tamura vlastník hradu Miharu v provincii Mucu
- Děti
  - Hidemune Date (1591–1658), první držitel oblasti Uwadžima
  - Tadamune Date (1599–1658)
  - Munekacu Date (1621–1679)
  - Munekijo Date (1600–1634)
  - Munecuna Date (1603–1618)
  - Munetaka Date (1607–1626)
  - Munesane Date (1613–1665)
  - Irohahime (1594–1661)
- Bratranec
  - Šigezane Date (1568–1646)